# Liste der Naturdenkmale in Kirn
Die Liste der Naturdenkmale in Kirn nennt die im Gemeindegebiet von Kirn ausgewiesenen Naturdenkmale (Stand 7. März 2024).

## Naturdenkmale
| Nr.         | Bezeichnung                | Lage                                      | Beschreibung            | Bild                                    |
| ----------- | -------------------------- | ----------------------------------------- | ----------------------- | --------------------------------------- |
| ND-7133-407 | Zwei Eichen bei Kallenfels | Kallenfels, Schloßstraße, bei Nr. 51 Lage | Quercus sp., zwei Bäume | Direkt Bild zu diesem Denkmal hochladen |

## Ehemalige Naturdenkmale
| Nr. | Bezeichnung  | Lage           | Beschreibung                                        | Bild                                    |
| --- | ------------ | -------------- | --------------------------------------------------- | --------------------------------------- |
|     | Rosskastanie | Auf dem Kissel | Aesculus hippocastanum; Rechtsverordnung aufgehoben | Direkt Bild zu diesem Denkmal hochladen |